# Kaitlan Collins
Kaitlan Collins (Prattville, 7 de abril de 1992) é uma jornalista americana e âncora de notícias da CNN. Ela foi co-apresentadora do CNN This Morning e, desde julho de 2023, apresenta o The Source. Também atuou como correspondente-chefe da Casa Branca na emissora de janeiro de 2021 até novembro de 2022. Anteriormente, foi correspondente da Casa Branca para o site The Daily Caller. Ela retomou seu cargo como correspondente-chefe da Casa Branca da CNN durante o segundo mandato de Trump.

## Início de vida
Kaitlan Collins nasceu em Prattville, Alabama. Ela cresceu com quatro irmãos: Annalise, Kelsey, Brayden e Cole. Seu pai, Jeff Collins Sr., é um banqueiro hipotecário. A mãe dela é Tina Collins. Ela diz que seus pais lhe ensinaram que "o sistema político nos EUA é um fracasso" e que não se lembra deles votando ou expressando opiniões fortes sobre candidatos políticos.
Collins se formou na Prattville High School e depois ingressou na Universidade do Alabama. Inicialmente, escolheu cursar química, mas depois mudou para jornalismo. Ela se formou com um Bacharelado em Artes em ciência política e jornalismo em maio de 2014. Collins também foi membro da fraternidade Alpha Phi [en].

## Careira

### The Daily Caller(2014–2017)
Após se formar na faculdade, Collins se mudou para Washington, D.C., para um estágio no site The Daily Caller. Em junho de 2014, foi contratada pelo The Daily Caller como repórter de entretenimento. Depois de cobrir a eleição presidencial de 2016, o site a nomeou correspondente na Casa Branca em janeiro de 2017, e ela passou a cobrir o governo Trump.
Enquanto ainda trabalhava no The Daily Caller, Collins foi convidada a fazer várias aparições na CNN. Em um evento de correspondentes da Casa Branca em abril de 2017, ela conheceu o presidente da emissora, Jeff Zucker, e agradeceu por tê-la convidado, apesar da natureza ideológica de seu empregador na época.

### CNN (2017–presente)
Em julho de 2017, a CNN contratou Collins como parte de seus esforços na cobertura de notícias presidenciais. Como membro do corpo de imprensa, Collins reportou sobre seis ou mais viagens internacionais presidenciais de Trump.
Collins se envolveu em um incidente com o governo Trump em 25 de julho de 2018, quando participou de uma sessão de fotos no Salão Oval como repórter do pool do dia. Quando o evento terminou, Collins fez uma série de perguntas a Trump sobre Vladimir Putin e sobre o ex-advogado de Trump, Michael Cohen. Trump ignorou as suas perguntas. Posteriormente, Collins foi impedida de participar de uma coletiva de imprensa do governo Trump no Roseiral da Casa Branca naquela tarde e foi informada por altos funcionários da Casa Branca que tais perguntas eram "inapropriadas para aquele local". A porta-voz de Trump, Sarah Sanders, disse que Collins "gritou perguntas e se recusou a sair"; A conselheira de Trump, Kellyanne Conway, disse que a ação se tratava de "ser educado". O vice-chefe de gabinete de comunicações de Trump, Bill Shine, e opôs à caracterização da ação da Casa Branca como um "banimento", mas "recusou-se a dizer aos repórteres que palavra usaria para caracterizar a decisão da Casa Branca de impedi-la de comparecer ao evento". A CNN afirmou que o banimento de Collins foi "retaliatório" e "não indicativo de uma imprensa livre e aberta". A Associação de Correspondentes da Casa Branca chamou o banimento de "totalmente inadequado, errôneo e fraco". Jay Wallace, presidente da Fox News, emitiu uma declaração em apoio a Collins, dizendo que sua organização "[estava] em forte solidariedade com a CNN pelo direito de acesso total para [seus] jornalistas como parte de uma imprensa livre e sem restrições."
Collins foi a correspondente da CNN na Casa Branca durante grande parte da cobertura escrita e ao vivo das eleições de 2020 e, posteriormente, foi promovida a correspondente-chefe da Casa Branca para o governo Biden em 11 de janeiro de 2021. Em uma coletiva de imprensa realizada algumas semanas após as eleições, a porta-voz da Casa Branca, Kayleigh McEnany, se recusou a responder a uma pergunta de Collins e a chamou de "ativista". Aos 28 anos, ela foi a correspondente-chefe da Casa Branca mais jovem na história da CNN, e uma das mais jovens correspondentes-chefes de uma grande rede de mídia.

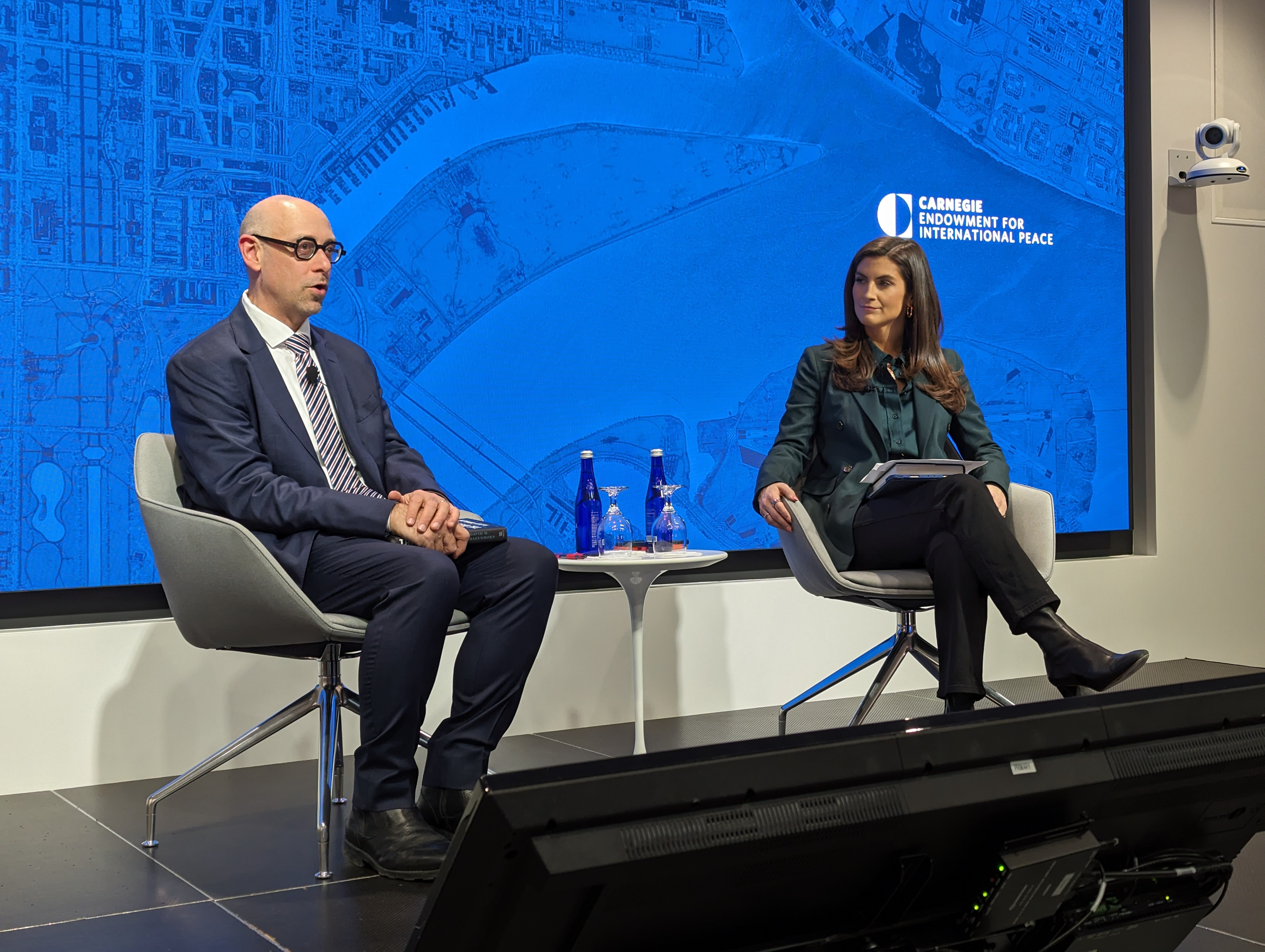
Collins entrevistando o autor David Herszenhorn em 2024

Em 15 de setembro de 2022, a CNN anunciou que Collins passaria a ser co-âncora de um programa matinal reformulado da emissora com Don Lemon e Poppy Harlow, encerrando seu mandato como correspondente-chefe da Casa Branca. Em 12 de outubro de 2022, a CNN anunciou que o programa matinal seria chamado CNN This Morning.
Collins moderou um evento no estilo de "reunião municipal" com Donald Trump em 10 de maio de 2023. O evento incluiu perguntas de eleitores republicanos das primárias de Nova Hampshire. Durante o evento, enquanto Collins destacava que Joe Biden — cuja casa também foi revistada quando documentos confidenciais foram descobertos no Penn Biden Center — não desafiou uma intimação, Trump perguntou a Collins se ela o deixaria responder à pergunta. Collins disse: “Sim, foi por isso que perguntei”, levando Trump a chamá-la de “pessoa desagradável”.
Em 17 de maio de 2023, Collins foi nomeada a nova apresentadora das 21h (ET) da CNN, com seu programa previsto para começar em junho. Ela deixou o CNN This Morning em 25 de maio de 2023; sseu lugar foi ocupado por uma rotação de âncoras da CNN.
Em 26 de novembro de 2024, a CNN anunciou que Collins retornaria como correspondente-chefe da Casa Branca da emissora para o segundo mandato de Trump, mantendo seu posto no horário nobre

#### The Source with Kaitlan Collins
Em 5 de julho de 2023, foi anunciado que o novo programa de Collins às 21h seria intitulado The Source com Kaitlan Collins. O show estreou em 10 de julho. Ela apresenta esse programa de uma hora no horário nobre durante a semana, entre Anderson Cooper 360° e CNN NewsNight com Abby Phillip.

## Vida pessoal
Collins diz que acredita em políticas neutras e apartidárias. Ela é registrada como independente e se considera apolítica.
Em 2018, ela se desculpou depois que alguns de seus antigos tweets contendo insultos homofóbicos ressurgiram.
Em outubro de 2022, ela se mudou de Washington, D.C. para Nova Iorque por sete meses.

## Prêmios
Collins foi incluída na lista "30 Under 30: Media" da Forbes em 2019.